# Timballo alla teramana
Il timballo alla teramana è un piatto a base di scrippelle (fatte con uova e farina) sovrapposte, condite con ragù di pallottine; queste ultime sono polpettine di carne mista, che vengono prima soffritte con odori e poi eventualmente bollite nel sugo (di pomodoro).

## Descrizione
Tali ingredienti rappresentano la base del timballo alla teramana che, a differenza degli altri timballi, è composto da scrippelle e non di pasta. 
La scrippella è un ingrediente diffuso nella cucina teramana, ad esempio nel tipico piatto delle scrippelle 'mbusse.
Le scrippelle si dispongono a diversi strati in un vassoio profondo dai 6 ai 10 centimetri, intramezzando tra un livello e l'altro di scrippelle, mestolate di sugo con le pallottine e pezzi di formaggi a pasta filata, solitamente mozzarella.